# Cours élémentaire musical
Cours élémentaire musical (France) ou Les jaunesses musicales (Québec) (Elementary School Musical) est le 1er épisode de la saison 22 de la série télévisée Les Simpson.

## Synopsis
La nuit de la remise annuelle des prix Nobel, Homer et sa famille sont stupéfaits d'apprendre que le prix Nobel de la paix a été décerné à Krusty le clown. Ce dernier, qui s'apprête à se rendre à Oslo en Norvège pour participer à la cérémonie, décide d'emmener avec lui Homer, le seul habitant de Springfield à comprendre son humour. À la demande d'Homer, Krusty accepte que Bart soit aussi du voyage, négligeant involontairement Lisa.
Pour consoler sa fille, Marge décide de l'envoyer pendant une semaine dans une "colonie d'art" où des artistes animateurs et des campeurs musiciens vont réveiller en elle son côté créatif.
Pendant ce temps, l'avion de Krusty se pose aux Pays-Bas à La Haye. Interpellé dès son arrivée, le clown comparaît devant la Cour pénale internationale pour répondre de plusieurs délits. De leur côté, Homer et Bart se lancent dans la recherche de preuves pour innocenter Krusty.

## Invités
- Bret McKenzie : lui-même (VF: Paolo Domingo)
- Jemaine Clement : lui-même (VF: Olivier Constantin)
- Lea Michele : elle-même
- Cory Monteith : lui-même
- Amber Riley : elle-même

## Réception

### États-Unis
L'épisode a attiré lors de sa première diffusion 7,76 millions de téléspectateurs.